# Kommunal rättvisa
Kommunal rättvisa var ett lokalt politiskt parti som var registrerat för val till kommunfullmäktige i Lidköpings kommun. Partiet var representerat i Lidköpings kommunfullmäktige mellan åtminstone 1982 och 1988.